# Trpaslík

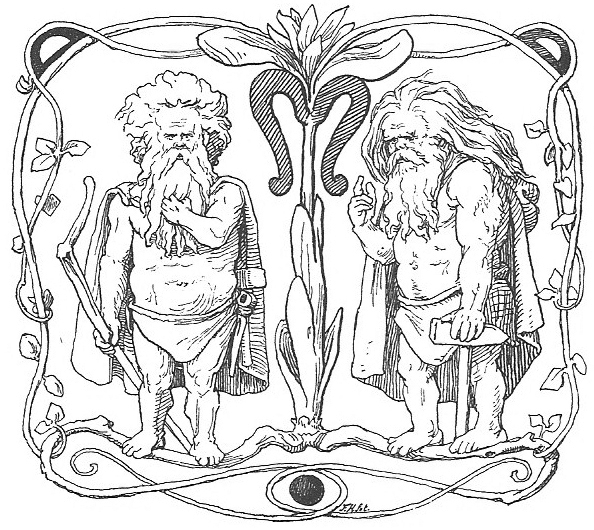
Dva trpaslíci z Vědminy písně, Lorenz Frølich, 1895

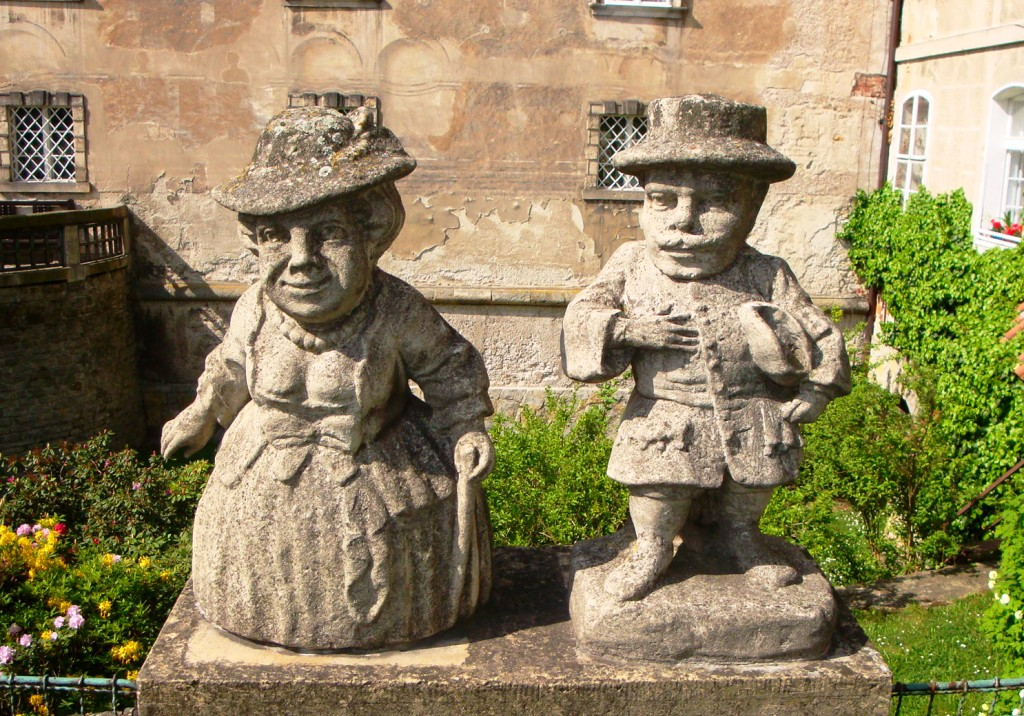
Nové Město nad Metují, trpaslíci před zámkem (M. B. Braun, kolem 1720)

Trpaslík je člověku podobná bytost malého vzrůstu, objevující se v mýtech, pověstech, pohádkách a z nich odvozených uměleckých dílech. V evropské kultuře jsou trpaslíci často spojováni s podzemními prostory, hornictvím a kovářstvím pod vlivem germánských tradic, jejichž nejznámějším příkladem jsou severští dvergar. V germánsky mluvících zemích jsou také představy o trpaslících mnohem více rozšířené než ve zbytku Evropy. Trpaslíci jsou známi také z pohádek, především ze Sněhurky a sedmi trpaslíků, zpopularizované především verzí Walta Disneyho z roku 1937.
Jako trpaslík se rovněž přeneseně označuje člověk trpící nanismem či obecně takový, který je malý, nebo jiné organismy či objekty malé velikosti. Prvně jmenování se často vyskytovali v raném novověku na panovnických dvorech a je těžké určit zda například zahradní trpaslíci jsou odvozeny od nich či do mytických bytostí. Totéž platí o trpaslících v učené tradici antiky a středověku.
Zaroveň však jsou s trpaslíky ztotožňovány či zaměňovány jiné mytické bytosti jako elfové, goblini, skřítci, šotci, lutinové, leprikóni, pygmejové či gnómové. Ve slovanské lidové kultuře se trpaslíci objevují především jako různí důlní duchové, příkladem jsou čeští a slovenští permoníci a polští a lužičtí ludkové. Slovo trpaslík pochází z církevněslovanského трьпѧстъкъ (trьpęstъkъ). V základu slova je složenina z *trь- a pęstь, tedy vlastně „(tvor) tři pěsti vysoký“ (přibližně 30 cm). Václav Machek ovšem namítá, že „pěst“ se jako jednotka délky nevyskytuje, nýbrž pouze „dlaň“ nebo „píď“. Pokud vycházíme z dělení na trь-pęstъ-l- ikъ, lze ve skupině st vidět proměněné d a pęstъ číst jako pędъ, tj. české píď. Tomu nasvědčuje i příbuzné „pidimužík“. Trpaslík by pak byla bytost vysoká tři pídě, nějakých 60 cm.

## Germánská mytologie

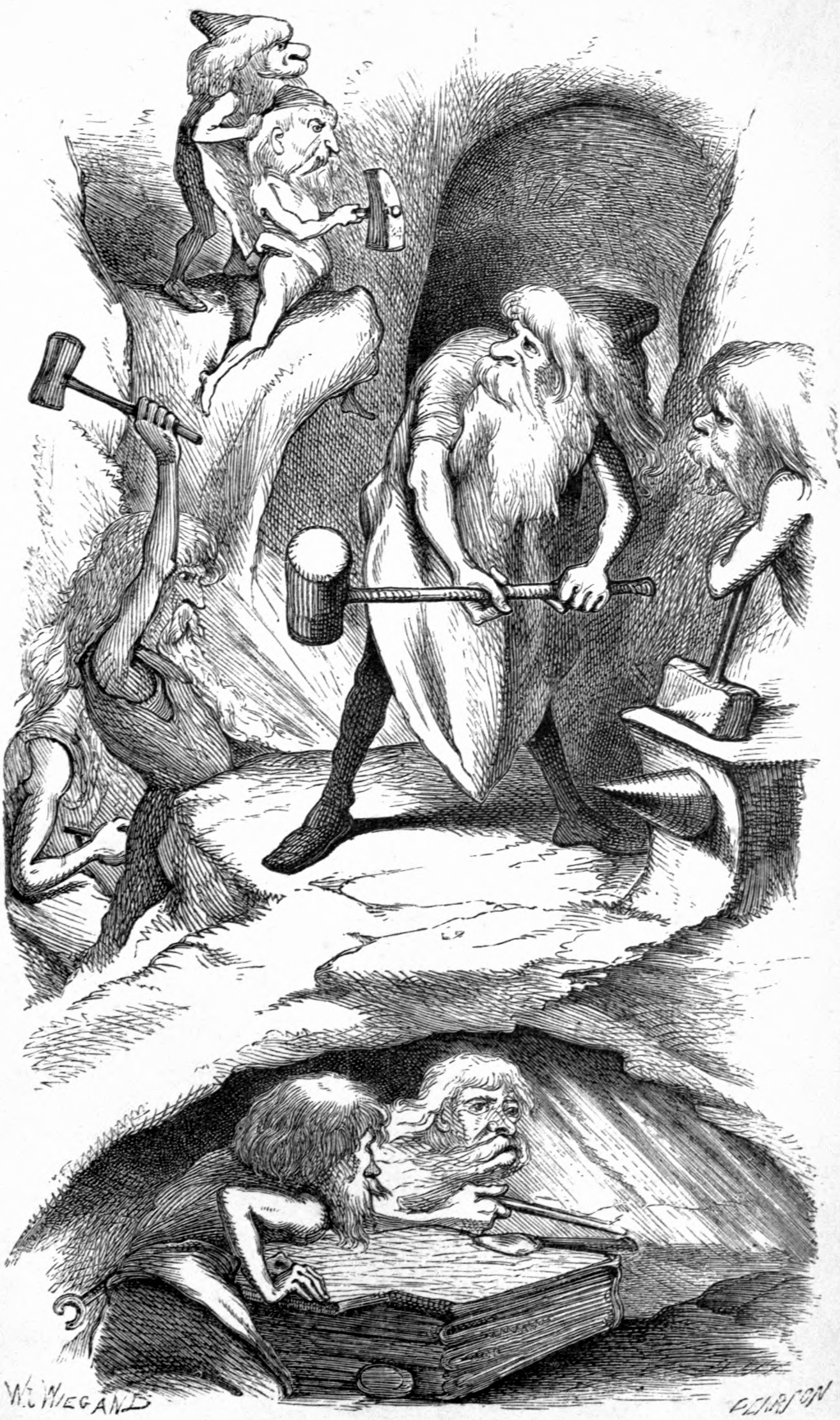
Trpaslíci při práci, 1871

Označení trpaslíka vychází v germánských jazycích z pragermánského kořene *dwergaz, příkladem je staroseverské dvergar, staroanglické dweorg a starohornoněmecké twerc. Původ pragemánského kořene je však nejasný. Může být spojen například s praindoevropskými kořeny *dhuerh a *dhebh, oba mají význam „zranit, udeřit, škodit“. Julius Pokorny tyto kořeny spojil také s významem „klamat, křivit, být pokřivený“ což může odkazovat na pokřivené tělo i charakter trpaslíků.
Podle Claude Lecouteuxe nebyla malá velikost primární vlastností germánských trpaslíků, jak o tom svědčí například německá slovní spojení jako das kleine twerc „malý trpaslík“ nebo das kleine getwergelim „malý trpaslíček“, která by byla v případě že každý trpaslík je malý pleonasmy. Jsou také zaměňováni se severskými obry – jotnar, thursar a risar, případně se jedni s druhými sexuálně spojují či jsou v příbuzenských vztazích.
Trpaslíci byli spojováni s podzemím, světem mrtvých a obývali hory, jeskyně a hroby. Jsou také známi jako strážci skrytých pokladů. Také jsou považováni za výborné řemeslníky, především kováře, vykovali například Thórovo kladivo nebo Freyjin náhrdelník, kovářství je v archaické myšlení také úzce provázáno s magickou mocí. Trpaslící nejsou spojováni s konkrétním božstvem či skupinou bohů, ač vykazují jistou podobnost s Vany, jedním z rodů severských bohů. Podle Lecouteuxe představují negativní protipól Vanů a plodnostní funkce.
S nástupem křesťanství se počaly stírat rozdíly mezi různými bytostmi známi v germánském náboženství jako jsou kromě trpaslíků například elfové, trollové, duchové krajiny nebo revenanti, a všichni byly považováni za zlovolná stvoření. Později, přinejmenším od 13. století, jim začal být přisuzován charakter dobrotivých domácích duchů, na rozdíl od elfů, kteří naopak získali negativní vlastnosti trpaslíků.

## Učená tradice

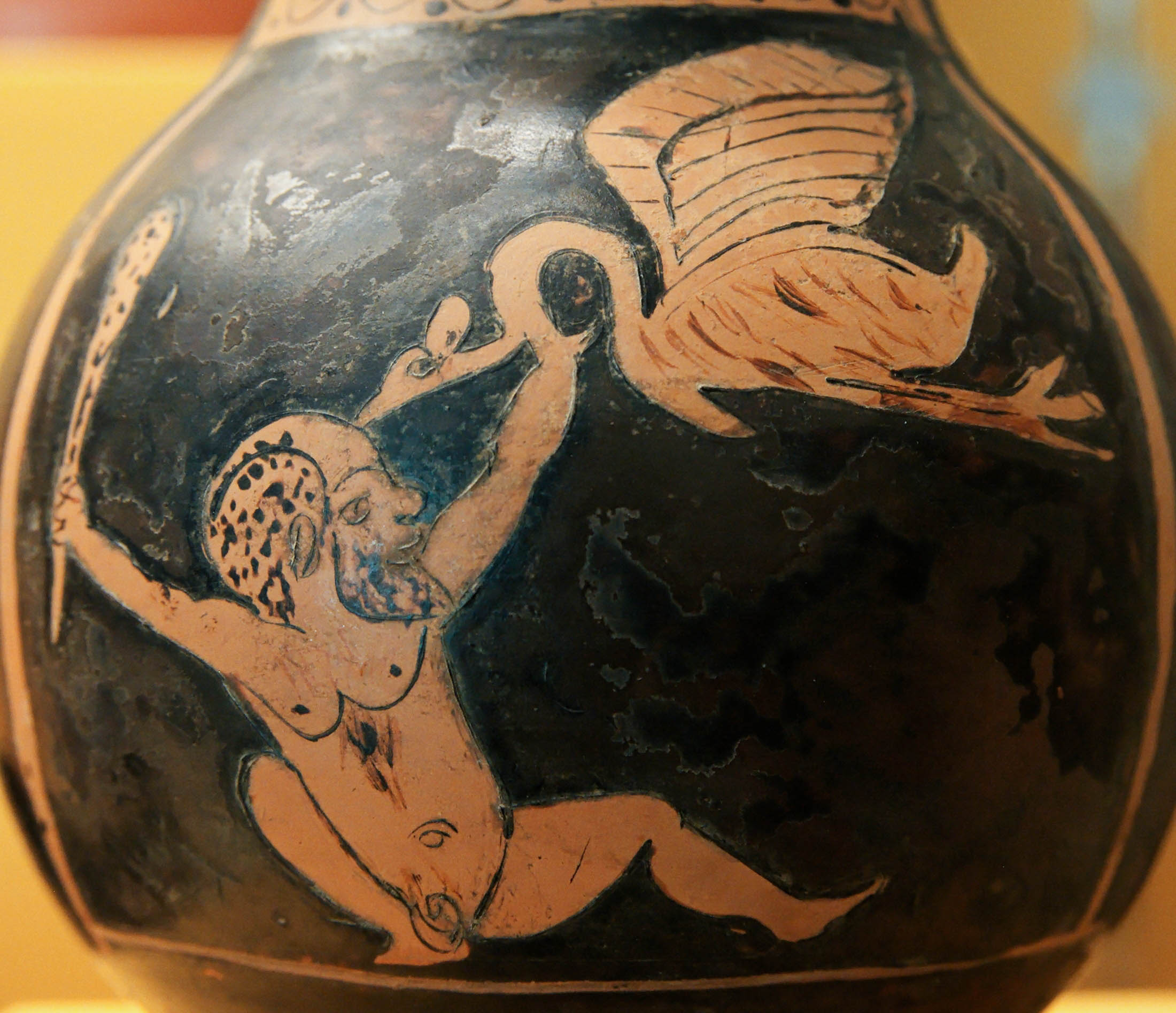
Pygmej bojující s jeřábem, 5. století př. n. l.

V antickém světě bylo rozšířeno především podání o lidu malé postavy zvaném pygmejové, ve starořečtině v singuláru Πυγμαῖοι Pygmaioi , v latině pygmaeus. Jsou zmiňováni již v 8. století př. n. l. v dílech Homéra a Hesióda, později například Hérodotem, Aristotelem, Strabónem a Pliniem starším. Jejich vlast byla zpravidla umísťována do Indie a je zmiňován jejich nekončící boj s jeřáby. Řekové též znali Daktyly, kteří byli nižšími božskými bytostmi a vynikali jako zruční kováři.
V Augustinově díle O Boží obci z 5. století se autor tázal zda tito lidé pocházejí od Adama, o tuto otázku se zajímal též Pierre d´Auvergne a Odoric z Pordeneno ve 14. století. Albert Veliký ve 13. století v nich spatřoval spojovací článek mezi člověkem a opicí. Od 13. století se objevují také sporé zmínky o trpaslících u panovnických dvorů, později, v 16. století, se Kateřina Medicejská dokonce pokoušela vyšlechtit rasu trpaslíků.

## Umění
Ve středověké umělecké literatuře se trpaslíci zpravidla objevují v rytířských románech a to jak v pozitivní tak negativní roli. Původní obraz těchto bytostí však byl v těchto dílech přizpůsoben dobovým zvykům a vkusu a zároveň byly trpaslíci odosobněni a jejich existence racionalizována.
Ve středověké německé literatuře se nejčastěji objevují trpasličí rytířů, což je dáno typem děl ve kterých vystupují. Výjimečně jsou také zmiňováni v podobě bělovousých starců či krásných dětí, což je bližší jejich původnímu obrazu. Bývají popisováni zpravidla jako laskaví, znalí tajemství a věštění a obývají jeskyně.

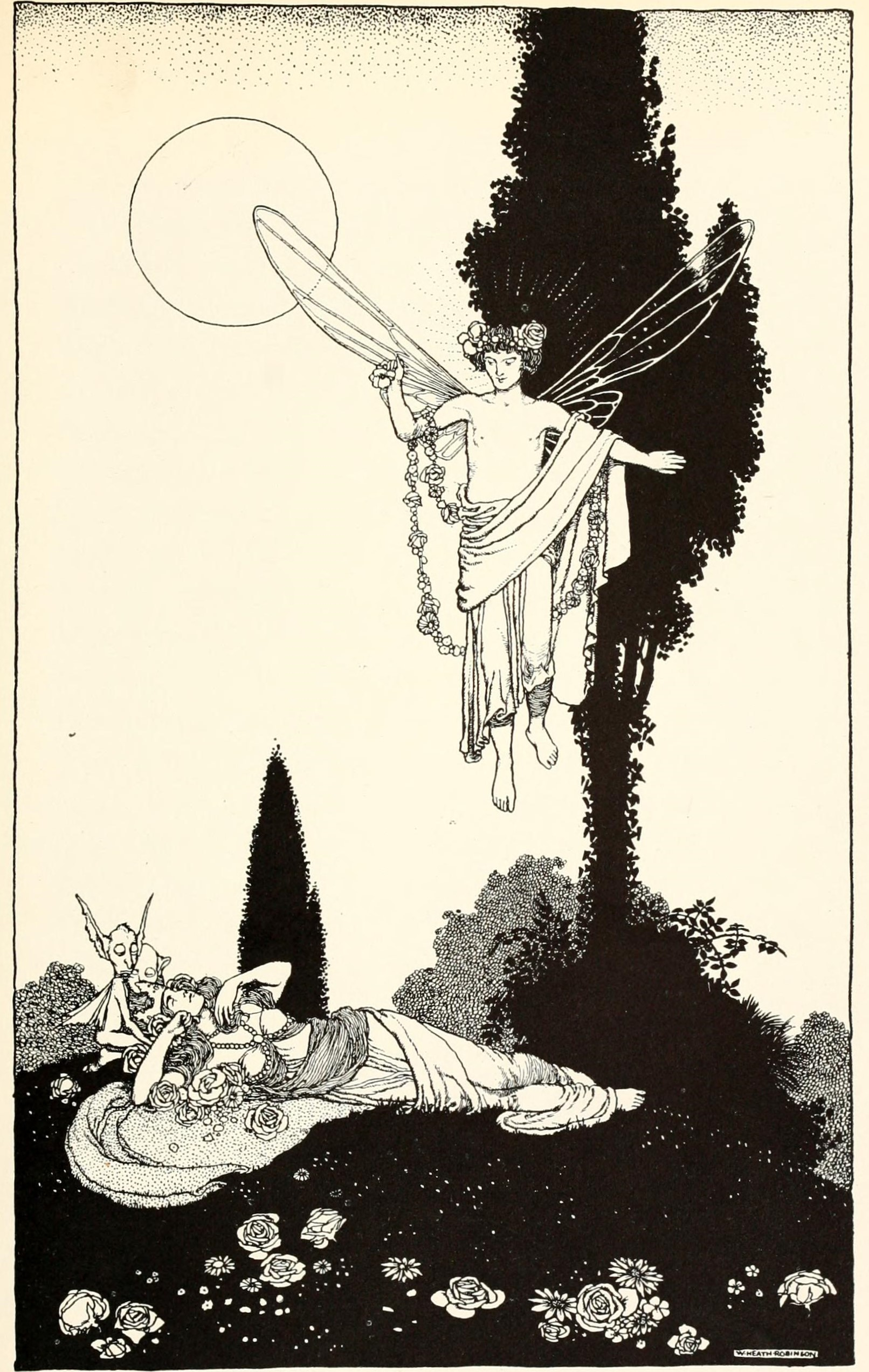
Oberon na ilustraci ke Snu noci svatojánské, 1914

Ve francouzské literatuře se trpaslíci jako významné postavy zpravidla neobjevují. V rytířských románech jsou většinou příslušníky pohanských armád nebo tajemných národů zpoza hranic známého světa. Příkladem je Agrapart Vousatý z eposu Aliscans z 12. století, velitel pohanské armády, který je ošklivý, chlupatý a hrbatý. Popis jejich odpuzující fyzické stránky v podobných dílech vyjadřuje jejich negativní charakter. Odlišní jsou trpaslíci v takzvané Bretaňské látce, tedy artušovských příbězích, kde jim však také není věnována velká pozornost. Zpravidla v nich roli hrají roli informátorů, pomocníků či služebníků lidských hrdinů, případně rytířů a zrádců. Poprvé se trpaslík objevuje v románu Chrétiena de Troyes Erek a Enida jako postava Bilise, krále země Antipodes. Trpaslíci v těchto dílech nemají prakticky žádné mytické či nadpřirozené rysy.
Výrazná postava trpaslíka objevuje v chanaon de geste Huon de Bordeaux z 13. století a v dílech z něj odvozených. Jedná se o krásného Oberona nadaného nezměrnou magickou mocí. Oberon se poté stal velmi populárním a objevuje se například také v Canterburských povídkách, Snu noci svatojánské, poemě Oberon Christopha Martina Wielanda a mnohých pozdějších dílech.

## Sochařství a zahradní trpaslíci
Od 16. století se sošky trpaslíků vyskytují na zámcích a v parcích a často je vytvářeli i významní sochaři. Dvacet osm mramorových sošek trpaslíků z let 1690–1695 v zahradě zámku Mirabell v Salcburku vytvořil Johann Bernhard Fischer z Erlachu a sošky trpaslíků před zámkem v Novém Městě nad Metují vytvořil kolem roku 1720 Matyáš Bernard Braun. Pitoreskní postavy trpaslíků vytesal do skal v okolí Liběchova romantický sochař Václav Levý.
Po roce 1800 pod vlivem osvícenství obliba trpaslíků ve šlechtickém prostředí opadla a začali se naopak pokládat za nevkus. V pozdním romantismu a v biedermaieru v Anglii, v Německu a dalších středoevropských zemích se však od poloviny 19. století sošky trpaslíků začaly šířit v městských a předměstských zahrádkách a roku 1878 vznikla v Gräfenrodě v Durynsku první továrna na výrobu hliněných a později i sádrových trpaslíků. I když je vzdělané vrstvy ostře kritizovaly jako kýč už po první světové válce, jejich obliba se dále šířila. Zpravidla má podobu malého muže s bílými vousy, červenou frýgickou čapkou, často s lucernou, s koženou hornickou zástěrou, s lopatou nebo rýčem. Sádroví i plastoví zahradní trpaslíci se vyrábějí ve velkém množství, často se zahradním nářadím a někdy i v ironické podobě, například s podobami významných politiků.

## Trpaslíci ve fantasy

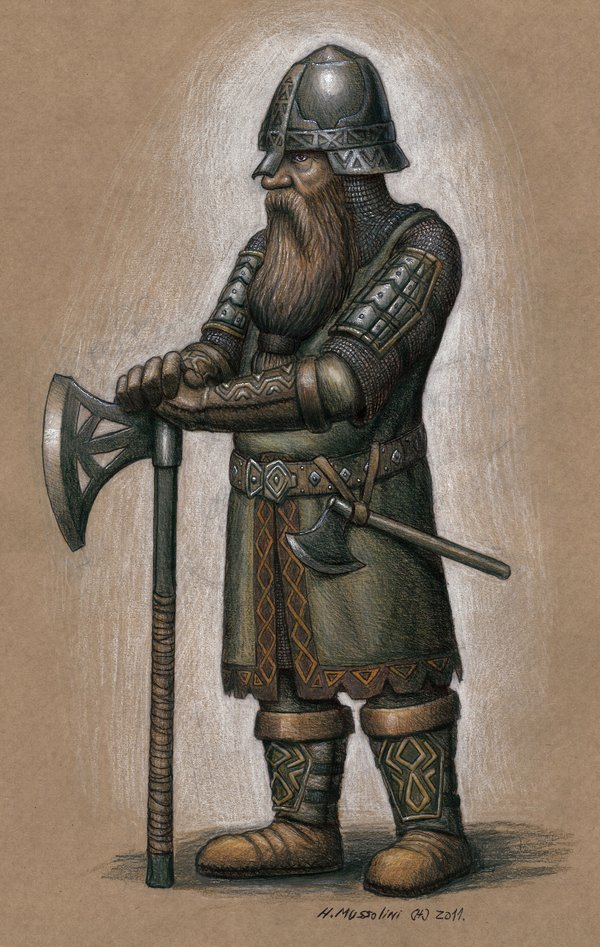
Fantasy trpaslík

Trpaslíci jako rasa ve fantasy nejsou o mnoho menší než člověk – mohou mít i kolem metru a půl. Vypadají ovšem menší, protože jsou rozložití. Zabývají se kovářstvím, hornictvím (hlavně těžbou kovů) a stavitelstvím. Ve všech těchto oborech vynikají – nejlepší zbraně bývají vykovány trpaslíky (a zdobeny elfy), jsou to právě trpaslíci, kteří nalézají hluboko pod zemí magické kovy jako mithril (např. v Pánu Prstenů od Tolkiena), a kamenné stavby trpaslíků, ať už jeskyně nebo hrady, bývají obdivované.
Trpaslíci jsou silní, odolní, vytrvalí. Žijí déle než lidé. Jejich typickým znakem bývají dlouhé vousy (plnovous) – obvykle ho mají i ženy. Muži jsou od žen u trpaslíků obecně špatně k rozeznání. Do boje nosí válečné sekery a velmi kvalitní (a těžké) brnění.

### Tolkien
Mnoho pro rozšíření trpaslíků ve fantasy udělal J. R. R. Tolkien. V angličtině dokonce prosadil nové množné číslo (dwarves). Ve Středozemi jsou trpaslíci vlastně nejstarší rasou – vytvořil je Vala Aulë, který se nemohl dočkat příchodu elfů. Byli ale uspáni a směli se probudit až teprve po procitnutí elfů.
Trpaslíci ve Středozemi odpovídají výše uvedené definici, přestože vznešení elfové (Noldor) jsou v kování a práci s drahými kameny stejně dobří jako trpaslíci – prý dokonce lepší. V kalení oceli ovšem Noldor trpaslíky nepřekonali a kroužková zbroj zůstala čistě trpasličím výrobkem. Jsou dosti bojovnou rasou, bojovali proti každému, kdo je popudil, i sami proti sobě, ale nejčastěji proti Melkorovým služebníkům. Nejznámějším sídlem trpaslíků ve Středozemi je Khazad-dûm, zvaná později též Morie. Nejznámějším trpaslíkem je snad Gimli.

### Ostatní
Trpaslíci A. Sapkowského patří stejně jako elfové mezi starší rasy. Zatímco ale elfové jsou odsouzení k záhubě díky neschopnosti přizpůsobit se změněným podmínkám, trpaslíci jako nenahraditelní kováři mají budoucnost zajištěnu. Mnohým mladším trpaslíkům se ovšem tato budoucnost nezamlouvá, a proto bojují na straně elfů.
Trpaslíci na Pratchettově Zeměploše se podobají Tolkienovým. Trpasličí ženy nejen že jsou k nerozeznání od mužů, ale trpaslíci sami nemají ženská jména a trpasličtina nemá ženský rod. Až s počátkem stěhování trpaslíků do lidských měst začaly některé trpaslice dávat najevo svá pohlaví, nicméně je to často vnímáno jako nezdvořilost. Trpaslíci jsou disciplinovaní (pokud se neopijí), výborní řemeslníci a nepřekonatelní v boji s válečnou sekyrou. Jsou proslulí svou láskou ke zlatu, která proniká i do písní (příkladem je známá trpasličí píseň zlato, zlato, zlato, zlato, zlato) a svou neschopností vnímat metafory a humor. Nemají rádi trolly. Karotka byl vychován trpaslíky.
Kniha Martina D. Antonína Křivé ostří ukazuje příklad trpaslíků jako národa velmi dbalého cti. Symbolem cti trpaslíka je jeho plnovous – pokud usoudí že ztratil čest, plnovous si oholí, menší prohřešky proti cti mohou znamenat zkrácení vousů. Dalšími prvky trpasličí cti je čestná smrt v boji a hájení cti ve rvačkách (což vede k používání zlatých zubů). Trpaslíci jsou zde velmi nebezpečí válečníci (proti lidem), rychle se hojí a jsou velmi odolní proti jedům, včetně alkoholu (což si rádi dokazují).
Ve světě Warcraft jsou trpaslíci velmi nevýraznou rasou, protože jsou součástí Aliance, které dominují lidé a jsou zastíněni jejich činy. Přesto jsou trpaslíci silnou součástí Aliance, protože jsou to výborní bojovníci a také horníci (neboli Permoníci).
Čtyřdílná sága Trpaslíci německého spisovatele Markuse Heitze představuje trpaslíky jako obránce hor ohraničujících Skrytou zemi, kteří chrání její obyvatele před skřety a dalšími nestvůrami. Z pěti kmenů trpaslíků je třetí, Lorimburův kmen nepřátelský vůči ostatním, přezdívaný „zabíječi trpaslíků“ – nenávidí ostatní kmeny kvůli jejich postavení. Kmeny se třídí na klany; počet klanů v kmenu se pohybuje od 10 do 20.
Christopher Paolini se o trpaslících zmiňuje v tetralogii Odkaz dračích jezdců. Jsou zde pověstní válečnickým umem a bojem s válečnými sekerami.

## Galerie

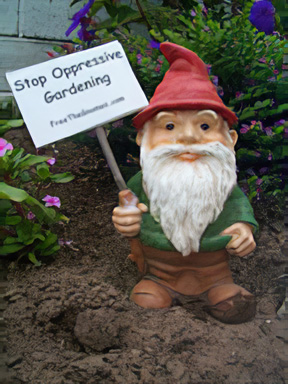
Sádrový „protestní“ trpaslík (Německo)
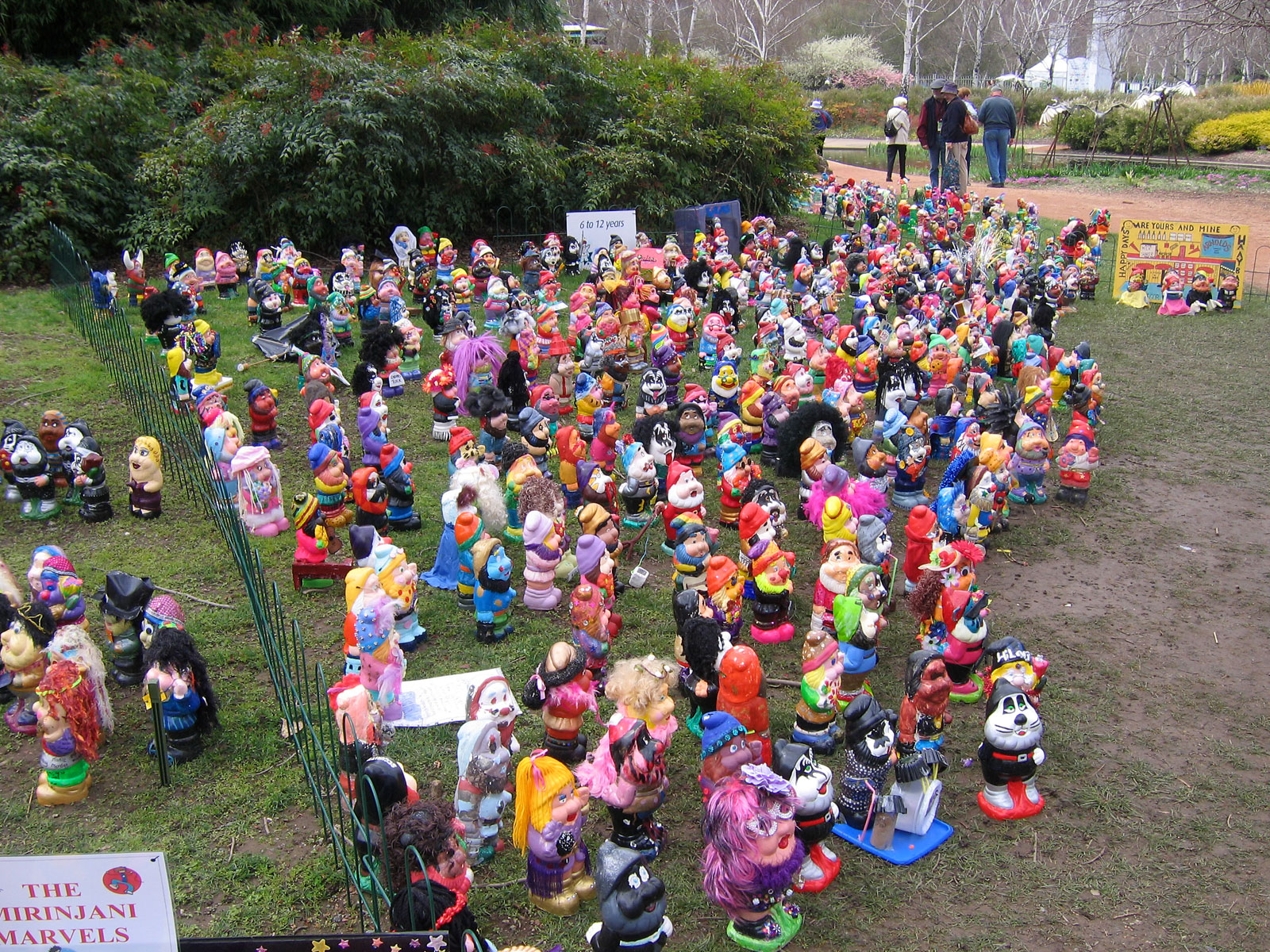
Trpaslíci v parku (Canberra, Austrálie)
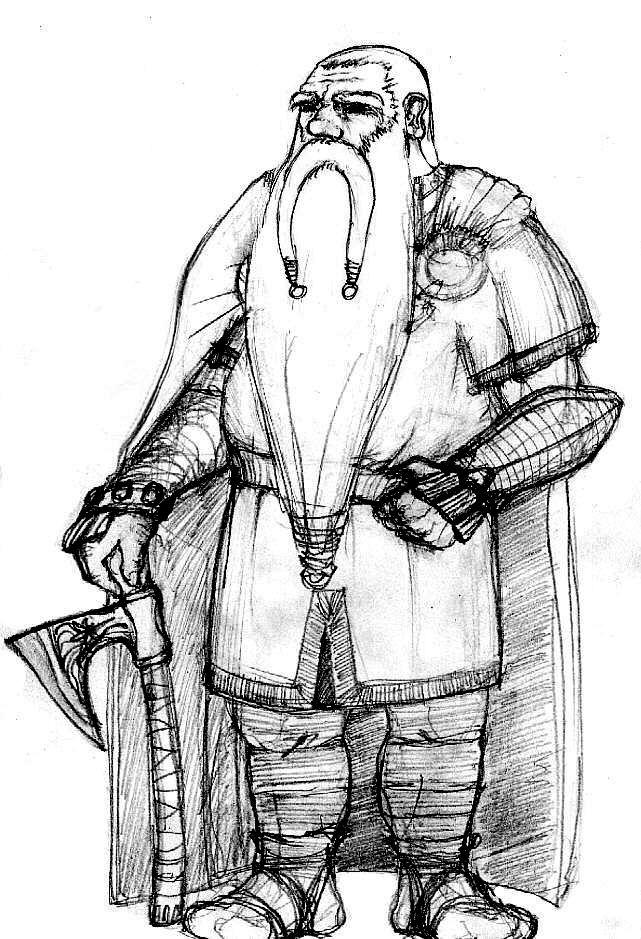
Podoba trpasličího válečníka z fantasy
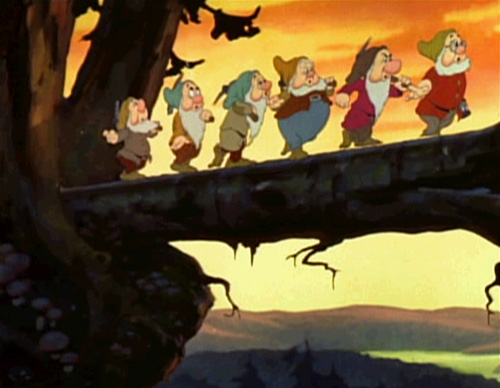
Trpaslíci v animovaném filmu Sněhurka a sedm trpaslíků z roku 1937
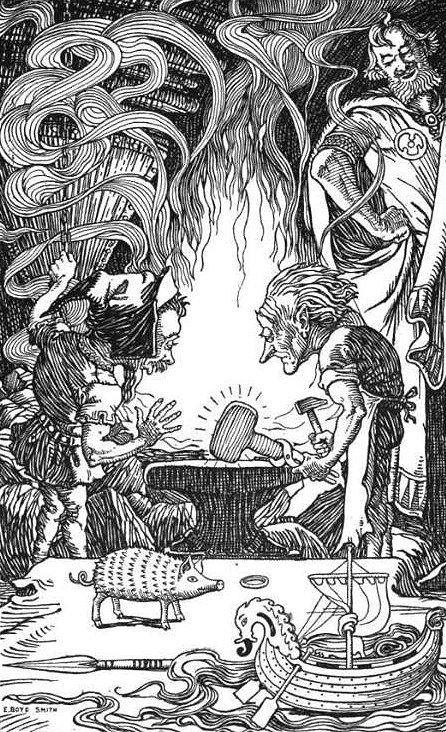
Trpaslíci Brokk a Sindri vyrábějí zázračné kladivo Mjöllni
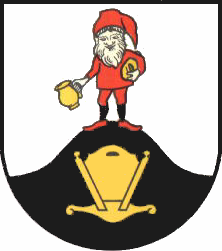
Trpaslík ve znaku německé vsi Dalldorf, která je součástí dolnosaské obce Leiferde
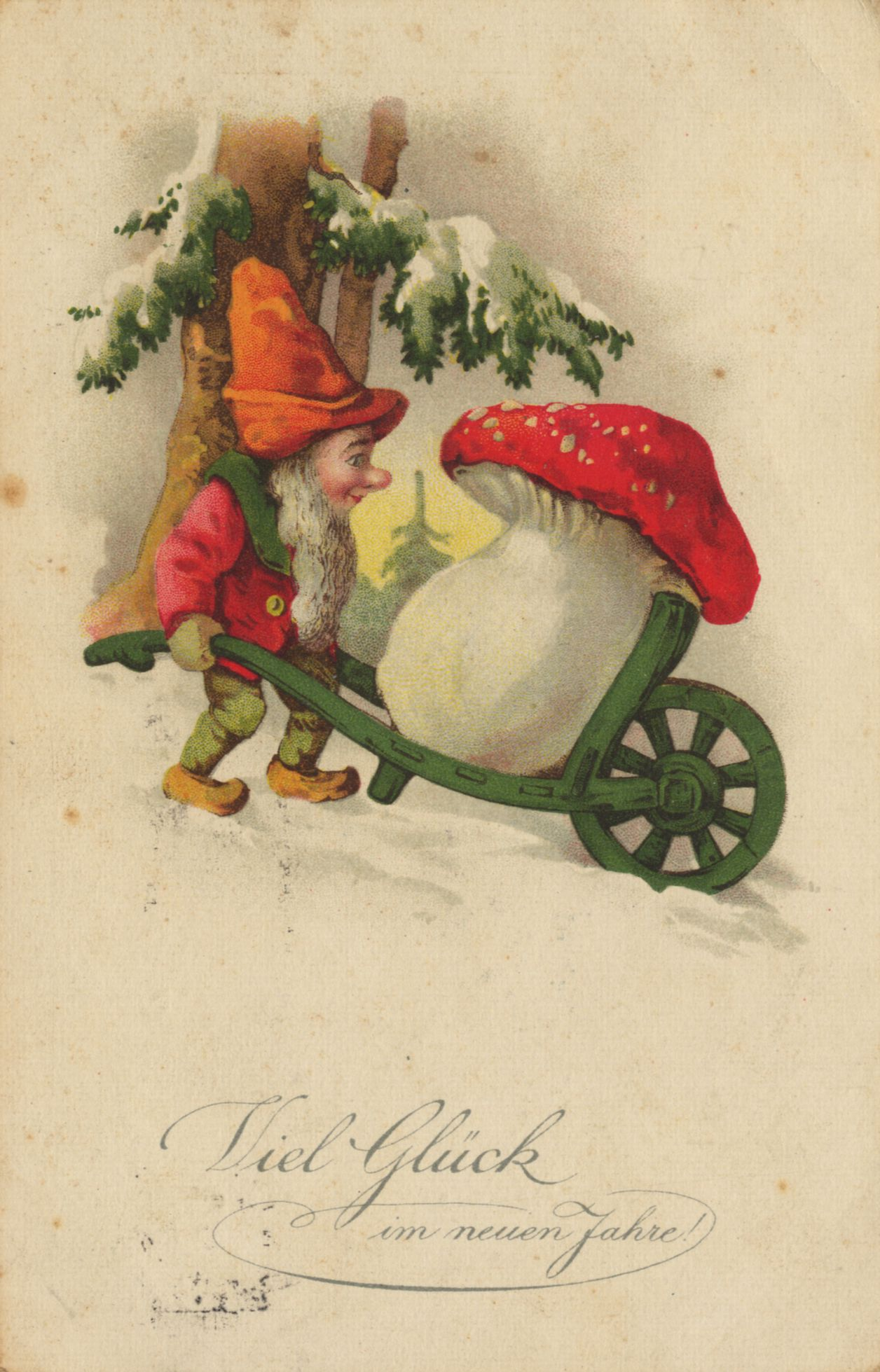
Trpaslík na německé pohlednici z počátku 20. století
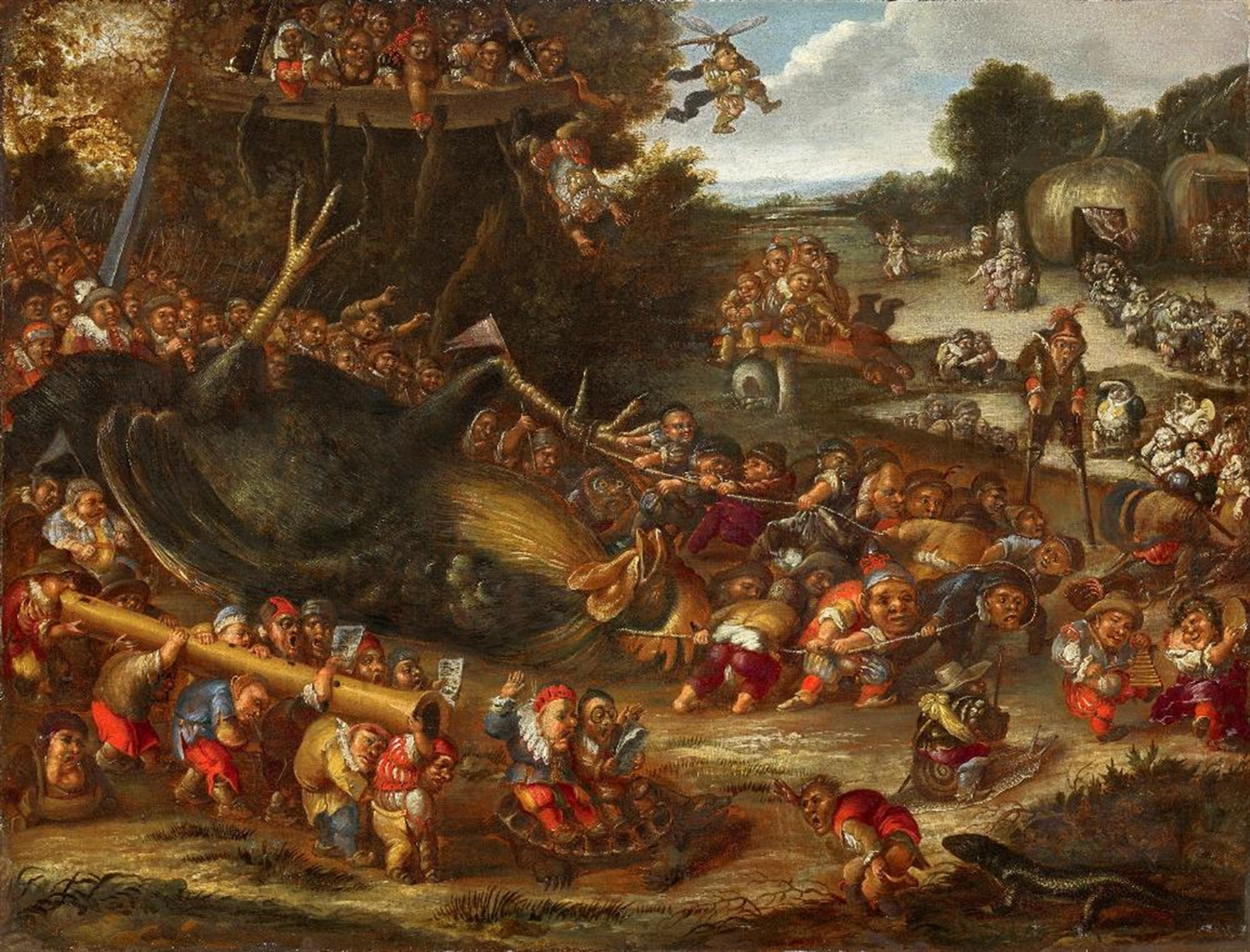
Faustino Bocchi – Slavný příchod armády trpaslíků nesoucí kořist